# 原田友貴
原田 友貴（はらだ ともたか、1977年6月23日 - ）は、日本の男性声優。北海道出身。

## 人物
日本ナレーション演技研究所卒。特技はカクテル調合。以前はアトリエピーチに所属していた。

## 出演
太字はメインキャラクター。

### アダルトアニメ
- 電気夢想花（2007年、松山若頭 / 鉄砲玉の輝）
- カルタグラ 〜ツキ狂イノ病〜（2009年、八木沼[1]）

### アダルトゲーム
時期不明
- ぱいめが（飯倉一志）
- はじめてどうし〜バカップルでいこう!〜（三雲宗司）※同人ゲーム
- 汐見崎学園演劇部 恋ぷれ〜あなたといちゃいちゃろーるぷれいんぐ!〜（梓真一朗）

2004年
- Noel（吉川裕樹）

2005年
- MAID iN HEAVEN SuperS（男性）
- 南国ドミニオン（ブック、三月兎 他）
- カルタグラ 〜ツキ狂イノ病〜（八木沼了一 他）
- 屋根づたいの君へ（三国雅和）
- ダンシング・クレイジーズ（爆弾）
- 魔女っ娘ア・ラ・モードII 〜光と闇のエトランゼ〜（ライル・ディスト、衛兵 他）

2006年
- あまなつ（二ノ宮空）
- グリンスヴァールの森の中 〜成長する学園〜（男性）
- マスカレード 〜地獄学園SO/DO/MU〜
- 天使憑きの少女（幹原正巳）

2007年
- 汁だく接待〜汁だらけの街〜（白鳥玲司）
- 汁だく接待 おかわり一杯目
- 王賊（ロンゼン）
- 夏めろ（長曽我部巌）
- Sugar+Spice!
- 絶対★妹至上主義!!（霧崎伸彦）
- お嬢様の為に鐘は鳴る（黒服D）[2]

2008年
- 朝凪のアクアノーツ（磯乃太平）
- ウィザーズクライマー
- ミンナノウタ 〜Everyone’s song〜
- SIN 黒朱鷺色の少女
- 昇龍戦姫 天夢
- ファンタジカル（レヴィン）
- 殻ノ少女 / 虚ノ少女（2008年 - 2013年、八木沼了一） - 2作品

2009年
- トキノ戦華（桂育鵡）
- Dark Blue（伊能玲矢）
- さくらテイル（桂育鵡）
- ヘリオトロープ－それは死に至る神の愛
- 忍流（音夜）
- DAISOUNAN（重田勘九郎）
- 紫電 〜円環の絆〜（瓦龍之介）
- AlterEgo
- 世界を征服するための、3つの方法（ジークリード）
- フェイクアズール・アーコロジー
- あい☆きゃん（高崎徹）

2010年
- Green Strawberry
- ヒメと魔神と恋するたましぃ
- Happy Wardrobe
- BUNNYBLACK（2010年 - 2013年、トージョ） - 3作品
- 暁の護衛〜罪深き終末論〜（林真己登）

2011年
- Master×Re:master（間島健吾[3]）
- LOVELY×CATION（金田一）
- 雪鬼屋温泉記
- アルテミスブルー（星野建夫）
- アクロウム・エチュード Canvas4（椎名智継）
- 獄淫の尖塔（伊乃畝高久）
- 恋騎士 Purely☆Kiss（松下良平）
- SISTERS 〜夏の最後の日〜 （主人公／けいすけ）

2012年
- 第二音楽室へようこそっ!!（伊沢正嗣[4]）
- アステリズム -Astraythem-（保志朔夜[5]）
- ヨメ充!（三郎丸靖峰[6]）
- 門を守るお仕事[7]

2013年
- Royal Duty/Flush!!
- 乙女は可憐に恋に舞いっ!
- 逆王道
- 夢か現かマトリョーシカ（尾添一成）

2014年
- 紙の上の魔法使い（遊行寺汀）
- 箱庭ロジック
- P/A 〜Potential Ability〜
- へんこい 変恋≒黒歴史
- PRETTY×CATION（彗星先生）

2015年
- 恋×シンアイ彼女（國見洸太郎）
- 学園舞闘のフォークロア

2016年
- D.S. -Dal Segno-（辻谷大和）

2018年
- 悪魔聖女[8]

2019年
- 殻ノ少女《FULL VOICE HD SIZE EDITION》（八木沼了一）
- 巣作りカリンちゃん[9]

2020年
- 風雷戦姫 神夢（御園生侑利[10]）
- 虚ノ少女《NEW CAST REMASTER EDITION》（八木沼了一）
- 天ノ少女（八木沼了一[11]）

2023年
- カルタグラ 〜ツキ狂イノ病〜《REBIRTH FHD SIZE EDITION》（八木沼了一）

### 一般向ゲーム
2005年
- カルタグラ 〜魂ノ苦悩〜（八木沼了一 他）
- 初恋 -first kiss-（初島稔）

2007年
- 魔女っ娘ア・ラ・モードII 〜魔法と剣のストラグル〜（ライル・ディスト、衛兵 他）

2008年
- デビルサマナー 葛葉ライドウ 対 アバドン王（十四代目 葛葉ライドウ）

2009年
- カレは私の生徒（久条蓮）

2011年
- エターナル・エチュード Canvas4（椎名智継）

2015年
- LOVELY×CATION 1&2（金田一）

### 吹き替え
- ロマンスタウン（チェ）

### ラジオ
- Check Mate!（パーソナリティ）

### ラジオドラマ
- 風のミサンガ（巌清明）
- タクシードライバー（ワタル）
- TRUE DREAM（リオ・ハーティス）

### ドラマCD
- Noel 〜GIRLS MEET GIRLS（2004年、吉川裕樹）
- 多数欠 ドラマCD（2016年、八木橋藤十郎）
- 虚ノ少女 -天に結ぶ夢-（2016年、八木沼了一）
- アパシー学校であった怖い話 ドラマCD（2019年、綾小路行人[12]）

### シチュエーション・ボイスドラマ
- みだらな勇者の危険なクエスト（遊び人、街の男A）
- ヤラシイ彼は漫画家先生♪〜ロマンチックなストーリーは突然に！？〜（担当編集者）
- 教師の仕事は×××〜職員室で秘密の指導〜（同僚教師、教育実習生、不良生徒）
- 1年彼氏〜年中無休で甘々えっち〜（彼氏）
- お嬢様とわがままな花婿たちの戯れ（ナオヤ）
- 方言男子の甘い囁き（オサム）
- 快楽遊戯〜みだれる色町の夜〜（2015年、男娼、隣国の王子）
- みつどもえ♥〜2人の彼に乱されて…〜（2015年、双子の兄）
- 年上彼氏〜大人の乱れた誘惑〜（2015年、高校時代の先輩、刑事）
- 年下彼氏〜ヤラシイ彼は年下の男のコ♪〜（2015年、運動部の後輩、クラスのたらし系生徒）
- ふしだら官能屋敷〜お嬢様♥♥のお時間です〜（2015年、執事）
- アブナイ放課後～イジメっ子でエッチな彼～（2015年、同級生）
- After Princess Stories 白雪姫編（2018年、白雪姫の王子様 クラウス）

### イベント
- Noel & フォーチュンクッキーセレクト発売記念イベント（ゲスト・秋葉原・廣瀬無線のＡホール）
- Innocent Grey 5周年記念ライブ

### その他
- シスコ ブロードバンドソリューション Web CM（ナレーション）
- CANDYONE チラシ（銀河鉄道物語コスチュームモデル）
- 無料で遊べるゲームサイトネットマーブル「麻雀」「パチンコ」（男性）
- MACOT（現・火乃真）とトムの名で個人Webラジオに出演。

### キャラクターソング
| 発売日         | 商品名               | 歌                     | 楽曲             | 備考                                          |
| -------------- | -------------------- | ---------------------- | ---------------- | --------------------------------------------- |
| 2010年12月25日 | ストロベリーガールズ | 八木沼了一（原田友貴） | 「LIE OR NIGHT」 | PCゲーム『カルタグラ 〜ツキ狂イノ病〜』関連曲 |